# コンストルクシオネス・アエロナウティカス S.A.
コンストルクシオネス・アエロナウティカス S.A.（Construcciones Aeronáuticas S.A.）は、スペインにかつて存在した航空機メーカーである。一般に、略称のCASA（頭文字を繋いだ casaという語にはスペイン語で「家」という意味もある）で知られる。1923年に設立され、翌年から生産を開始した。1999年にはEADS（European Aeronautic Defence and Space Company）傘下のEADS CASAとなり、2009年、エアバス・ミリタリー（現エアバス・ディフェンス・アンド・スペース）に吸収された。
CASAは特に、CASA C-212アヴィオカー、CASA C-295のような軍用輸送機、あるいは練習機／地上攻撃機のCASA C-101の設計・生産で知られている。

## 沿革
CASAは、1923年、ホセ・オルティス＝エチャグエにより設立され、翌1924年5月、ヘタフェの工場で操業を開始した。フランスのブレゲー社製航空機のライセンス生産から始まり、最初の注文は26機のブレゲー 19の偵察機型A2で、最終的にこの型の生産数は400機に達した。
CASAは1926年、カディスに第二工場を建設、ドイツのドルニエ製の飛行艇、Do Jヴァルのライセンス生産を開始した。Do Jは、スペイン空軍向けに17機、スペイン海軍航空隊向けに12機、そして民間用に2機が生産された。さらに、航空機の修理・整備のため、国内に数箇所の拠点を設置した。
1929年には、初の自社設計機であるCASA-1が飛行。翌1930年には国王アルフォンソ13世が主工場を視察に訪れた。
ブレゲー 19はこの時期のCASAの主要生産機だったが、特にそのうちの2機は有名になった。
1機は長距離飛行用に改修されたブレゲー 19GRで、「ヘスス・デル・グラン・ポデル（Jesús del Gran Poder）」と名付けられたこの機体は、1928年、イグナシオ・ヒメネス、フランシスコ・イングレシアスが搭乗し、セビリアからブラジルのバイーアまで、6746キロメートルを43時間50分で飛行した。現在この機体は、マドリード＝クアトロ・ビエントス空港の航空博物館に展示されている。
もう1機も長距離用のブレゲー 19TF スーペル・ビドンで、1933年に製作され、「クアトロ・ビエントス（4つの風）」と命名され、同年、マリアーノ・バルベラン、ホアキン・コリャール・セラが搭乗し、キューバのハバナまで飛行した。
1932年、CASAはイギリスのヴィッカース社より、雷撃機ヴィッカース・ヴィルデビーストのライセンス生産権を取得、25機を生産した。CASA製ヴィルデビーストは、オリジナルの空冷ブリストル ペガサスに替えて、液冷のイスパノ製600hpエンジンを搭載していた。
スペイン内戦時、CASAのヘタフェ工場は共和国軍勢力圏に位置していた。後に工場はアリカンテに移動、さらにもうひとつがサバデイに開設された。内戦が終結すると、生産拠点はヘタフェに戻された。内戦終結までに、CASAはソ連製の複葉戦闘機、ポリカルポフI-15を287機生産した。
内戦後、CASAはドイツからさまざまな機種のライセンス生産権を取得し、セビリアのタブラーダに新工場を開設。ゴータ Go 145A練習機をCASA 1.145の名称で25機、ビュッカー Bü 133 ユングマイスター練習機をCASA 1.133の名称で25機、ビュッカー Bü 131 ユングマン練習機をCASA 1.131の名称で555機生産した。これらの機体の生産は1950年代後半まで続けられた。
また、1940年代より、CASAはハインケル He111双発爆撃機のライセンス生産も行った。ドイツの敗戦と共に、オリジナルのユンカース ユモ 211用消耗部品の調達ができなくなったため、後の生産機ではロールス・ロイス マーリンエンジンを搭載した。CASA 2.111と名付けられたスペイン製ハインケルは、200機あまりが生産された。これらの機体は、「空軍大戦略」や「パットン大戦車軍団」などの戦後の映画にも、ドイツ空軍のHe111役で登場している。
独自設計による双発の輸送機、CASA C-201 アルコターンは1949年に初飛行した。12機の増加試作、100機の量産が予定されていたが、エンジン供給に問題があり、1956年までに11機が完成したのみで、エンジン無しで完成していた96機分の機体はスクラップにされた。
1943年以降、スペイン政府はCASAへの投資を始めた。当初は会社の33パーセントを取得、1992年には99.2パーセントにまで上昇していた。
1945年、CASAはマドリード工場を開設。CASAが製造するさまざまな機体の部品製作およびサブ・アセンブリを担当するとともに、修理や整備を請負った。1946年には企画室を再び立ち上げ、独自技術に基づく航空機設計を再開した。1957年、CASAはヨーロッパおよびトルコに駐留するアメリカ空軍のF-100スーパーセイバーの整備、およびスペイン空軍の保有するT-33練習機のオーバーホールに関する契約を勝ち取った。1962年にはノースロップF-5A戦闘爆撃機のライセンス生産を開始。また1971年には、スペインの大手航空機メーカーだったイスパノ・アヴィアシオンを併合した。
CASAは、1972年にフランス、ドイツ、イギリスとの間で結成されたエアバス・コンソーシアムのオリジナル・メンバーの1社となった。1977年にはスペイン空軍の練習／攻撃機、CASA C-101の開発・生産契約を獲得。1996年にはユーロファイター計画に加わった。
1999年、CASAはフランスのアエロスパシアル・マトラ（フランス）、ドイツのドルニエおよびDASA（ダイムラー・クライスラー・アエロスペース）と合併しEADSグループとなり、その傘下のEADS CASAとなった。現在ではCASA-235を主力製品としており、イタリア空軍などで現役である。また2016年にはフィリピン空軍で南シナ海哨戒兼輸送機として初運用されるCASA-235を引き渡した。今後も各国で運用されている戦術輸送機を中心に、整備やアフターサービスなどを手掛ける。

## 製造した機体
- CASA III： 1929年。複座単葉のスポーツ機。
- CASA 1.131： Bü 131のライセンス生産。
- CASA 1.133： Bü 133のライセンス生産。
- CASA 2.111： He 111のライセンス生産。
- CASA 352： Ju 52のライセンス生産。
- CASA C-101 アヴィオジェット
- CASA C-102（英語版）： 練習機。計画のみ。
- CASA C.127： Do 27のライセンス生産
- CASA C-201 アルコターン： 双発輸送機。
- CASA C-202 アルコン： 双発輸送機（乗客14名）。
- CASA C-207 アソル： アルコンの拡大型（乗客40名または貨物400キログラム）。
- CASA C-212 アヴィオカー： 双発のSTOL中型輸送機。
- CASA C-223 フラミンゴ： 元SIAT（英語版）設計の軽飛行機。SIATがメッサーシュミット・ベルコウ・ブロームに買収された後、CASAが生産を担当。
- CASA CN-235： 地域型旅客機／軍用輸送機。インドネシアン・エアロスペースと共同開発。
- CASA C-295： CN-235の胴体を延長した発展型。
- CASA SF-5A：F-5Aのライセンス生産。
- CASA SF-5B：F-5Bのライセンス生産
- CASA SRF-5A：RF-5Aのライセンス生産

## 参照
- Taylor, Michael J. H. (1993). Studio Editions, ed. Jane's Encyclopedia of Aviation. London: Studio Editions. ISBN 1-85170-324-1.